# Cúmulo de Fornax
El cúmulo de Fornax es un cúmulo de galaxias situado en buena parte en la constelación del mismo nombre y a una distancia aproximada de la Vía Láctea de 62.0 millones de años luz (19.0 Mpc). Es el segundo cúmulo de galaxias más rico existente en un radio de 100 millones de años luz alrededor del Grupo Local tras el cúmulo de Virgo, aunque es mucho menos rico —pero más denso— que este último, y puede estar asociado con el cercano Grupo de Eridanus.
Su miembro más grande y brillante es la galaxia peculiar NGC 1316, aunque está situada lejos del centro del cúmulo, dónde se halla la galaxia elíptica gigante NGC 1399 que a veces le da su nombre a este cúmulo. Otras galaxias notables pertenecientes a Fornax incluyen a la galaxia espiral barrada NGC 1365 —el segundo miembro más grande del cúmulo—, la galaxia elíptica NGC 1404, o la galaxia irregular NGC 1427A.

## Estructura
El cúmulo de Fornax está formado por dos subcomponentes: el principal, centrado en NGC 1399, y un subgrupo 3 grados hacia el suroeste, centrado en NGC 1316 y en el que hay una elevada actividad de formación estelar, que parece estar en proceso de caída hacia el principal para acabar fusionándose los dos en un futuro lejano.
A diferencia de Virgo, que es un cúmulo aún en formación, Fornax ya parece estar formado totalmente, no detectándose otras galaxias atraídas por su gravedad y en proceso de acercamiento para entrar a formar parte de él.,

## Medio intergaláctico
Al igual que el del cúmulo de Virgo, el medio intergaláctico de Fornax está lleno de un gas muy caliente detectable gracias a su emisión de rayos X, y existen en él estrellas expulsadas de sus galaxias —algunas de las cuales han producido novas—.

## Lista de galaxias pertenecientes al cúmulo de Fornax
Clave:
Columna 1: Nombre de la galaxia.
Columna 2: Ascensión recta para la época 2000.
Columna 3: Declinación para la época 2000.
Columna 4: Magnitud aparente (en el azul) de la galaxia.
Columna 5: Tipo según la Secuencia de Hubble: E=Galaxia elíptica, S0=Galaxia lenticular, Sa,Sb,Sc,Sd=Galaxia espiral, SBa,SBb,SBc,SBd=Galaxia espiral barrada, Sm,SBm,Irr=Galaxia irregular.
Column 6: Diámetro aparente de la galaxia (en minutos de arco).
Column 7: Diámetro real de la galaxia (en miles de años luz).
Column 8: Velocidad de recesión de la galaxia respecto al fondo cósmico de microondas.
| Nombre     | Coordenadas (Época 2000) | Coordenadas (Época 2000) | Magnitud aparente (azul) | Tipo | Tamaño aparente | Tamaño real (*1000 años luz) | VR (km/s) |
| Nombre     | AR                       | Dec                      | Magnitud aparente (azul) | Tipo | Tamaño aparente | Tamaño real (*1000 años luz) | VR (km/s) |
| ---------- | ------------------------ | ------------------------ | ------------------------ | ---- | --------------- | ---------------------------- | --------- |
| ESO 357-07 | 03 10.4                  | -33 09                   | 14.7                     | SBm  | 2.2′            | 40                           | 981       |
| ESO 357-12 | 03 16.9                  | -35 32                   | 14.8                     | SBcd | 2.2′            | 40                           | 1445      |
| IC 1913    | 03 19.6                  | -32 28                   | 14.5                     | SBb  | 2.1′            | 40                           | 1318      |
| NGC 1310   | 03 21.1                  | -37 06                   | 13                       | SBc  | 1.9′            | 35                           | 1640      |
| PGC 12625  | 03 22.1                  | -37 35                   | ?                        | Irr  | 2.9′            | 55                           | 1507      |
| NGC 1316   | 03 22.7                  | -37 12                   | 9.8                      | S0   | 11.5′           | 215                          | 1664      |
| NGC 1317   | 03 22.7                  | -37 06                   | 11.9                     | SBa  | 3.0′            | 55                           | 1815      |
| NGC 1326   | 03 23.9                  | -36 28                   | 11.5                     | S0   | 4.3′            | 80                           | 1247      |
| NGC 1326A  | 03 25.1                  | -36 22                   | 14.7                     | SBm  | 1.7′            | 30                           | 1719      |
| NGC 1326B  | 03 25.3                  | -36 23                   | 13.7                     | SBm  | 3.5′            | 65                           | 888       |
| IC 1919    | 03 26.0                  | -32 54                   | 13.9                     | E    | 1.6′            | 30                           | 1158      |
| NGC 1336   | 03 26.5                  | -35 43                   | 13.4                     | E    | 1.9′            | 35                           | 1360      |
| NGC 1341   | 03 28.0                  | -37 09                   | 13.3                     | SBab | 1.6′            | 30                           | 1760      |
| NGC 1339   | 03 28.1                  | -32 17                   | 12.8                     | E    | 1.9′            | 35                           | 1240      |
| NGC 1344   | 03 28.3                  | -31 04                   | 11.2                     | E    | 5.6′            | 105                          | 1052      |
| NGC 1351A  | 03 28.8                  | -35 11                   | 14.2                     | SBbc | 2.3′            | 45                           | 1241      |
| ESO 358-10 | 03 29.7                  | -33 33                   | 14.8                     | E    | 1.5′            | 30                           | 1620      |
| NGC 1351   | 03 30.6                  | -34 51                   | 12.4                     | E    | 3.2′            | 60                           | 1420      |
| NGC 1350   | 03 31.1                  | -33 38                   | 11.2                     | SBab | 5.8′            | 110                          | 1785      |
| NGC 1365   | 03 33.6                  | -36 08                   | 10.3                     | SBb  | 11.0′           | 205                          | 1547      |
| NGC 1366   | 03 33.9                  | -31 12                   | 13.1                     | S0   | 1.9′            | 35                           | 1137      |
| NGC 1374   | 03 35.3                  | -35 14                   | 12.0                     | E    | 2.7′            | 50                           | 1240      |
| NGC 1375   | 03 35.3                  | -35 16                   | 13.4                     | S0   | 2.1′            | 40                           | 643       |
| IC 335     | 03 35.5                  | -34 27                   | 13.4                     | S0   | 2.3′            | 45                           | 1530      |
| NGC 1379   | 03 36.1                  | -35 26                   | 11.9                     | E    | 2.6′            | 50                           | 1264      |
| NGC 1380   | 03 36.5                  | -34 59                   | 11.1                     | S0   | 4.8′            | 90                           | 1737      |
| NGC 1381   | 03 36.5                  | -35 18                   | 12.7                     | S0   | 2.6′            | 50                           | 1673      |
| NGC 1369   | 03 36.8                  | -36 15                   | 13.6                     | Sa   | 1.7′            | 30                           | 1340      |
| NGC 1386   | 03 36.8                  | -36 00                   | 12.2                     | S0   | 3.4′            | 65                           | 755       |
| NGC 1380A  | 03 36.8                  | -34 44                   | 13.4                     | S0   | 2.5′            | 45                           | 1419      |
| NGC 1387   | 03 37.0                  | -35 30                   | 11.8                     | E    | 3.2′            | 60                           | 1219      |
| NGC 1382   | 03 37.1                  | -35 12                   | 13.8                     | E    | 1.5′            | 30                           | 1697      |
| NGC 1389   | 03 37.2                  | -35 45                   | 12.6                     | E    | 2.6′            | 50                           | 883       |
| NGC 1399   | 03 38.5                  | -35 27                   | 10.3                     | E    | 6.8′            | 130                          | 1335      |
| NGC 1404   | 03 38.9                  | -35 36                   | 10.9                     | E    | 4.1′            | 75                           | 1826      |
| NGC 1406   | 03 39.4                  | -31 19                   | 12.9                     | SBbc | 3.9′            | 75                           | 963       |
| NGC 1427A  | 03 40.1                  | -35 38                   | 14.2                     | Irr  | 2.1′            | 40                           | 1927      |
| ESO 358-50 | 03 41.1                  | -33 47                   | 13.9                     | S0   | 1.6′            | 30                           | 1151      |
| ESO 358-51 | 03 41.5                  | -34 53                   | 14.1                     | Sa   | 1.5′            | 30                           | 1626      |
| NGC 1425   | 03 42.2                  | -29 54                   | 11.4                     | Sb   | 6.0′            | 115                          | 1402      |
| NGC 1427   | 03 42.3                  | -35 24                   | 11.8                     | E    | 3.6′            | 70                           | 1327      |
| NGC 1428   | 03 42.4                  | -35 09                   | 14.0                     | E    | 1.5′            | 30                           | 1602      |
| ESO 358-54 | 03 43.0                  | -36 16                   | 14.2                     | SBd  | 1.7′            | 30                           | 798       |
| NGC 1437   | 03 43.6                  | -35 51                   | 12.9                     | SBab | 2.8′            | 50                           | 1296      |
| ESO 358-60 | 03 45.2                  | -35 34                   | 15.6                     | Irr  | 1.7′            | 30                           | 710       |
| ESO 358-61 | 03 45.9                  | -36 22                   | 14.0                     | Sc   | 2.5′            | 45                           | 1415      |
| NGC 1460   | 03 46.2                  | -36 42                   | 13.5                     | S0   | 1.7′            | 30                           | 1277      |
| ESO 358-63 | 03 46.3                  | -34 57                   | 12.6                     | Sc   | 4.8′            | 90                           | 1838      |
| IC 1993    | 03 47.1                  | -33 42                   | 12.5                     | SBb  | 2.5′            | 45                           | 1004      |
| ESO 302-09 | 03 47.6                  | -38 35                   | 14.6                     | SBd  | 2.2′            | 40                           | 908       |
| ESO 302-14 | 03 51.7                  | -38 27                   | 15.5                     | Irr  | 1.5′            | 30                           | 798       |
| ESO 359-03 | 03 52.0                  | -33 28                   | 14.1                     | Sab  | 1.8′            | 35                           | 1495      |
| NGC 1484   | 03 54.3                  | -36 58                   | 13.9                     | Sb   | 2.5′            | 45                           | 952       |
| IC 2006    | 03 54.3                  | -35 58                   | 12.5                     | E    | 1.9′            | 35                           | 1285      |
| NGC 1531   | 04 11.2                  | -32 51                   | 12.9                     | S0   | 1.3′            |                              | 1169      |
| NGC 1532   | 04 12.1                  | -32 52                   | 10.7                     | SBb  | 12.6′           |                              | 1040      |